# Тео Матейко
Тео Матейко (нім. Theo Matejko; 18 червня 1893, Відень, Австро-Угорщина — 9 вересня 1946, Тірзе, Австрія) — австрійський ілюстратор. Працював військовим кореспондентом під час Першої та Другої світових воєн. Багато його творів зображують бої австро-угорської армії на Волині та в Східній Галичині під час Першої світової війни і надруковані у німецькій газеті «Illustrirte Zeitung».

## Життєпис

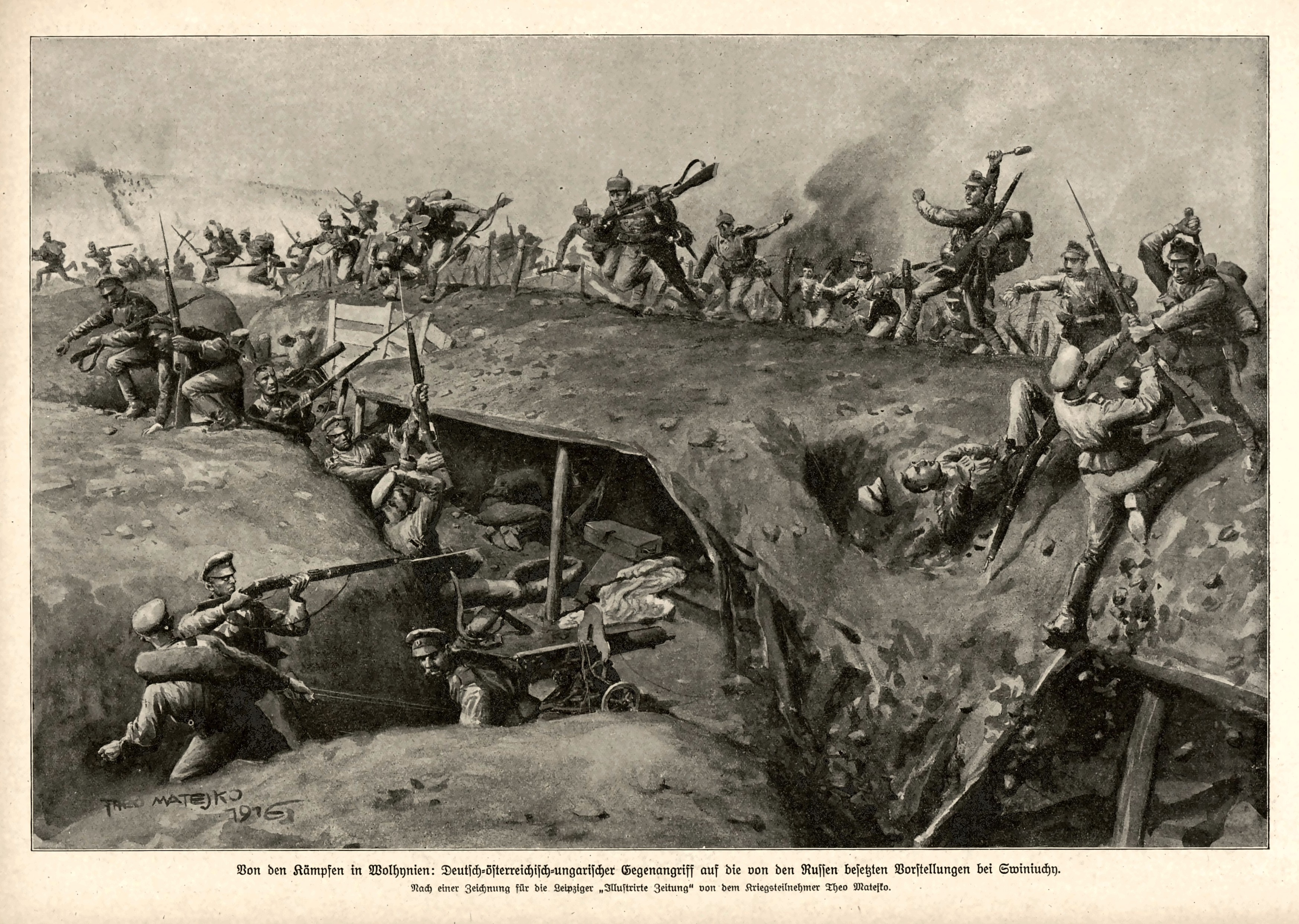
Німецько-австрійська контратака під Свинюхами

Батьки Тео походили з муніципалітетту Краніц в Богемії, прізвище Матейко він почав використовувати приблизно з 1907 року. Як митець він був самоуком. У Відні часто змінював місце проживання, а в реєстраційних бланках, як професію, вказував «кресляр», «художник», «живописець». Його перший плакат був створений 1913 року, як афіша до відкриття кінотеатру «Flottenvereinskino», а найстаріша картина художника 1914 року збереглася у Військово-історичному музеї Відня.
Постріли в Сараєво змінили життя Матейко. Він став солдатом австро-угорської армії під час Першої світової війни. В подальшій кар'єрі військового кореспондента йому допоміг Отто Зонне, шефредактор газети «Illustrirte Zeitung», де статті про події на фронті супроводжувались ілюстраціями боїв та буднів солдат австро-угорської і німецької армій на Східному фронті, зокрема на Волині. Після закінчення війни разом з Марселем Верте якийсь час створює плакати, а з 1920 року, мешкає у берлінському готелі «Bristol», який був місцем зустрічі вищого суспільства того часу. Ілюструє журнальні статті про азартні клуби і проблему наркотиків в щоденній газеті «Berliner Illustrirte Zeitung», малює кіноафіші і підземний світ Берліну. Він створив персонаж новобагатька Raffke, плакати для популярних фільмів 20-х років: «Fräulein Raffke» «Доктор Мабузе». Для стрічки «Десять заповідей» він створив сенсаційну серію з 40 мотивів, які були встановлені один за одним у тунелях метро Берліна. Його співпраця з кіноіндустрією тривалий час виходила за рамки малювання плакатів. Для фільму Мурнау «Остання людина» він створив портфоліо літографій для почесних гостей на прем'єрі, ескізи для кіножурналу «Film-Kurier», в 1924 році був членом журі на виставці плакатів кінореклами у клубі «Filmindustrie». Розробляв рекламу моторних олив «Aral», шин для компанії «Continental-Gummiwaren» та сигарет «Reemtsma».
У наступні роки Тео Матейко захоплюється гоночними автомобілями та бере участь в автогонках на AVUS та інших німецьких і європейських гоночних трасах, швидкість на яких та власні відчуття він зміг переконливо передати у своїх малюнках. В День Святої Трійці 1924 року він зазнав серйозної автомобільної аварії та не покинув автоспорт. 1928 року в складі команди здійснив переліт через Атлантику на дирижаблі «Граф Цепелін». В 1931 році взяв участь в Mille Miglia — легендарних перегонах в Італії. Він також захоплювався боксом та велосипедним спортом. У 1933 році Матейко здійснив тур по Німеччині, як водій восьмициліндрового автомобіля Röhr, який пройшов тоді 2000 км. У тому ж році він намалював жахливі сцени бомбардувань міст сучасними літаками ще до початку Другої світової війни, сподіваючись, що цей кошмар ніколи не стане реальністю. Ці зображення були опубліковані в американському журналі «Life» у 1939 році, а Матейко був вже вдруге заарештований нацистами за пацифістську діяльність. У 1935 році співпрацюючи з видавництвом «Ullstein Verlag» Матейко відвідав Сполучені Штати Америки — малював для німецької публіки американський спосіб життя, підземний світ гангстерських синдикатів, боротьбу ФБР зі злочинністю, історії індіанців.
Після дострокового звільнення з в'язниці він працював у пропагандистському журналі «Die Wehrmacht» в інтересах нацистів. Незадовго до закінчення Другої світової війни він разом з дружиною та гонщиком Гансом Штуком покинув Берлін, який був під постійним бомбардуванням союзників. Жив у Санкт-Антон-ам-Арльбергті, Тіроль. З листопада 1945 року працював у сатиричному журналі «Homunculus» у Брегенці, остання титульна сторінка яку він намалював мала назву «Втомлені апокаліптичні вершники» — навіть вони, привиди воєн і вбивств, жах як втомилися.
Тео Матейко помер від інсульту 9 вересня 1946 року на кінозйомках дружини Еріки, в Тірзе.
Якби Матейко не жив у Німеччині та не робив ілюстрацій нацистів, нацистських прапорів, його б вважали одним з великих ілюстраторів XX століття.

## Особисте життя
Матейко одружився 25 квітня 1918 року, а розлучився 1921 р.
8 жовтня 1936 р. одружився з кіноактрисою Ерікою Фідлер.

## Ілюстрації боїв та новини з фронту

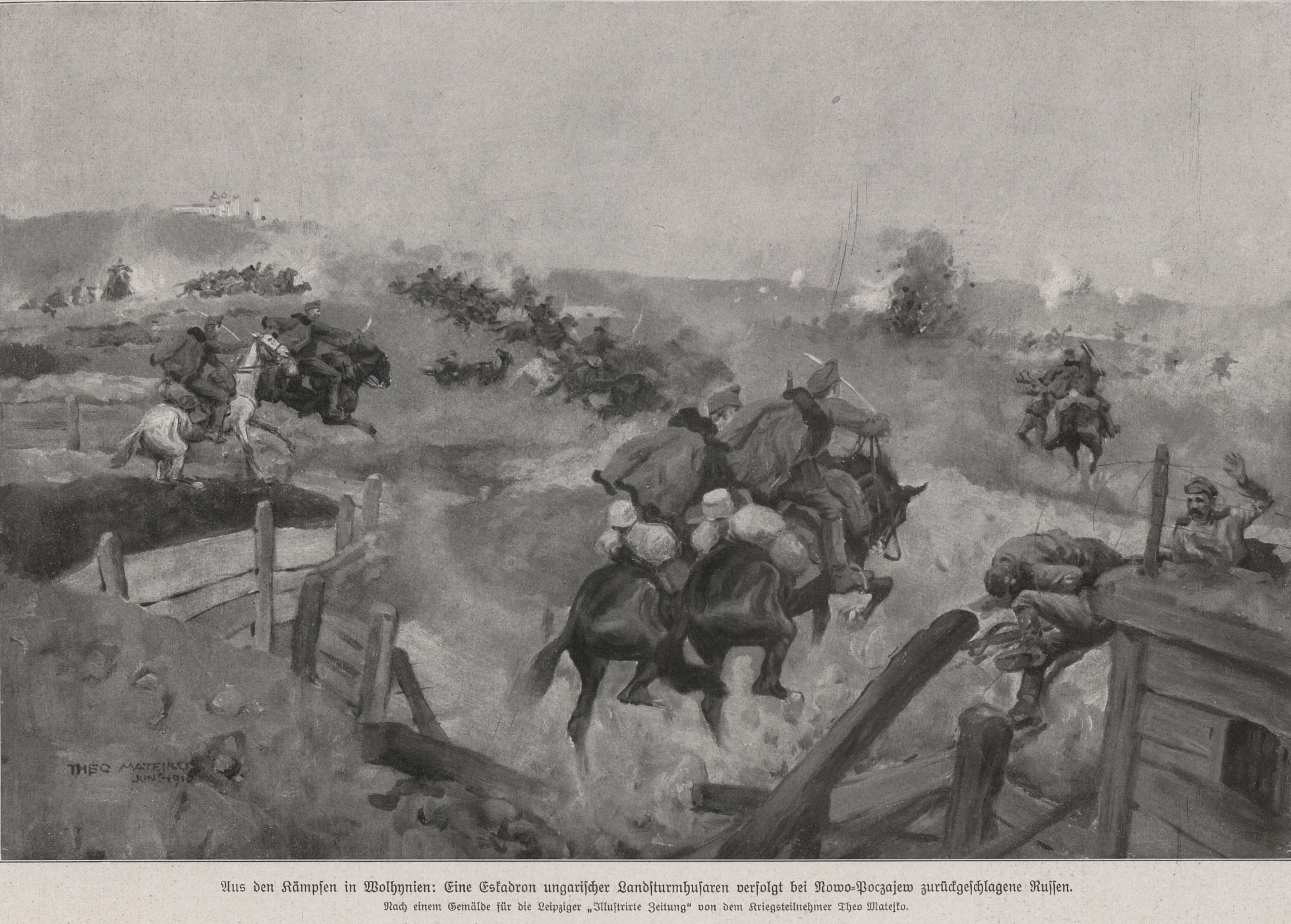
Контратака угорських гусар під Почаєвом
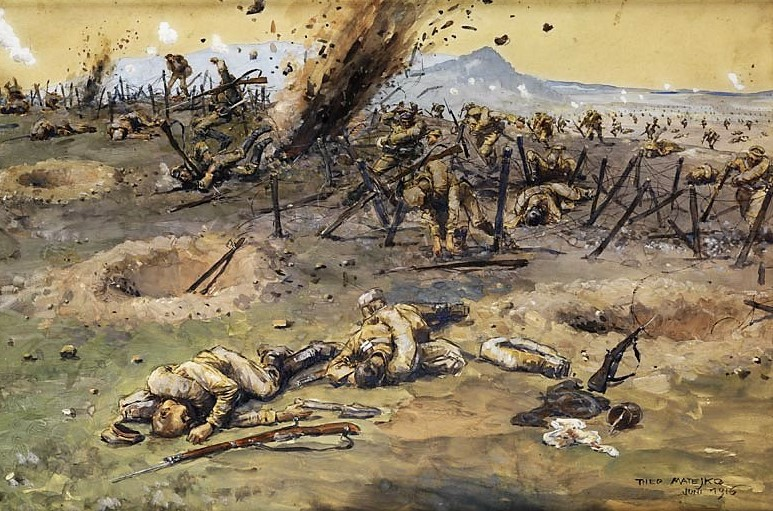
Невдала атака росіян під Кременцем
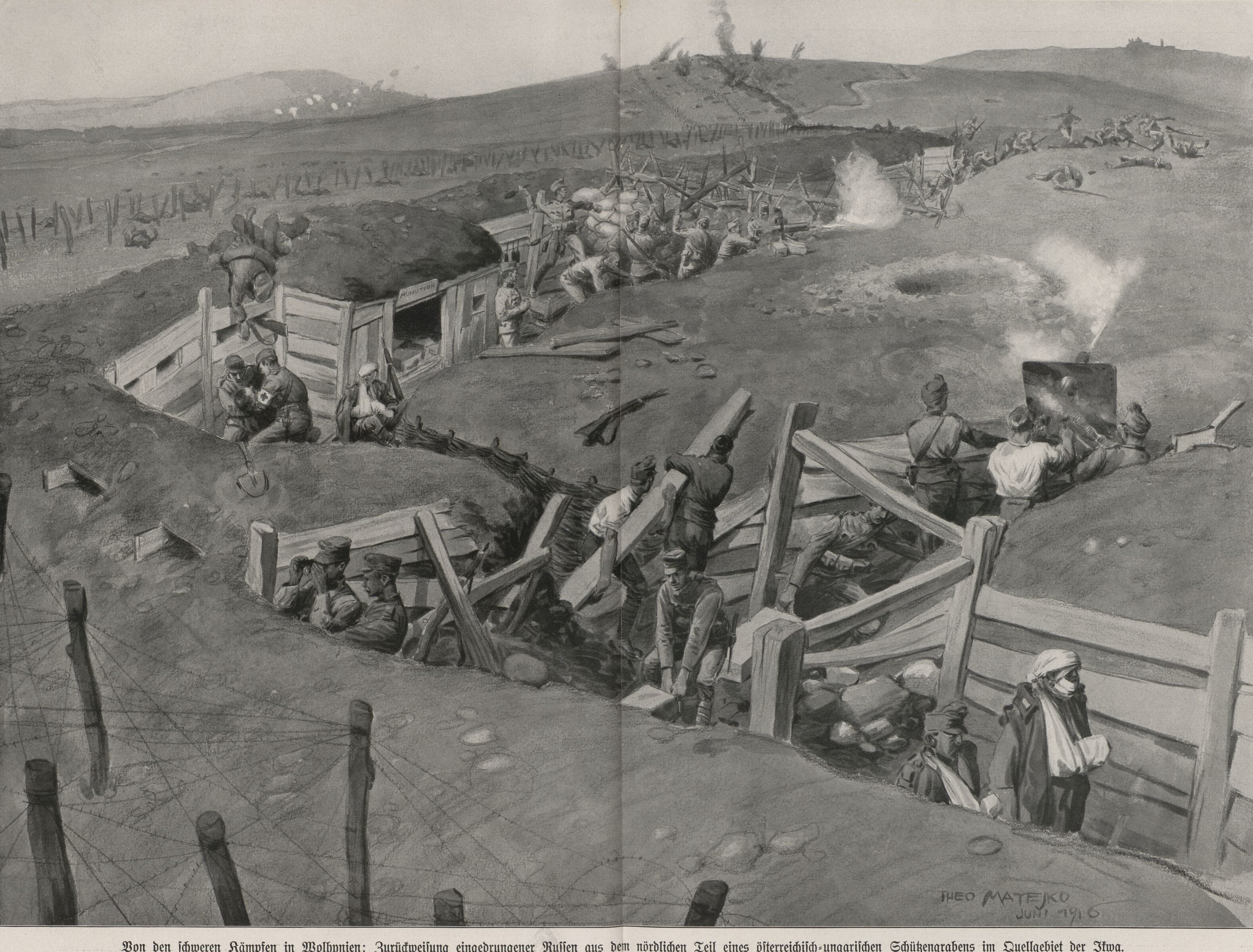
Бої на Ікві
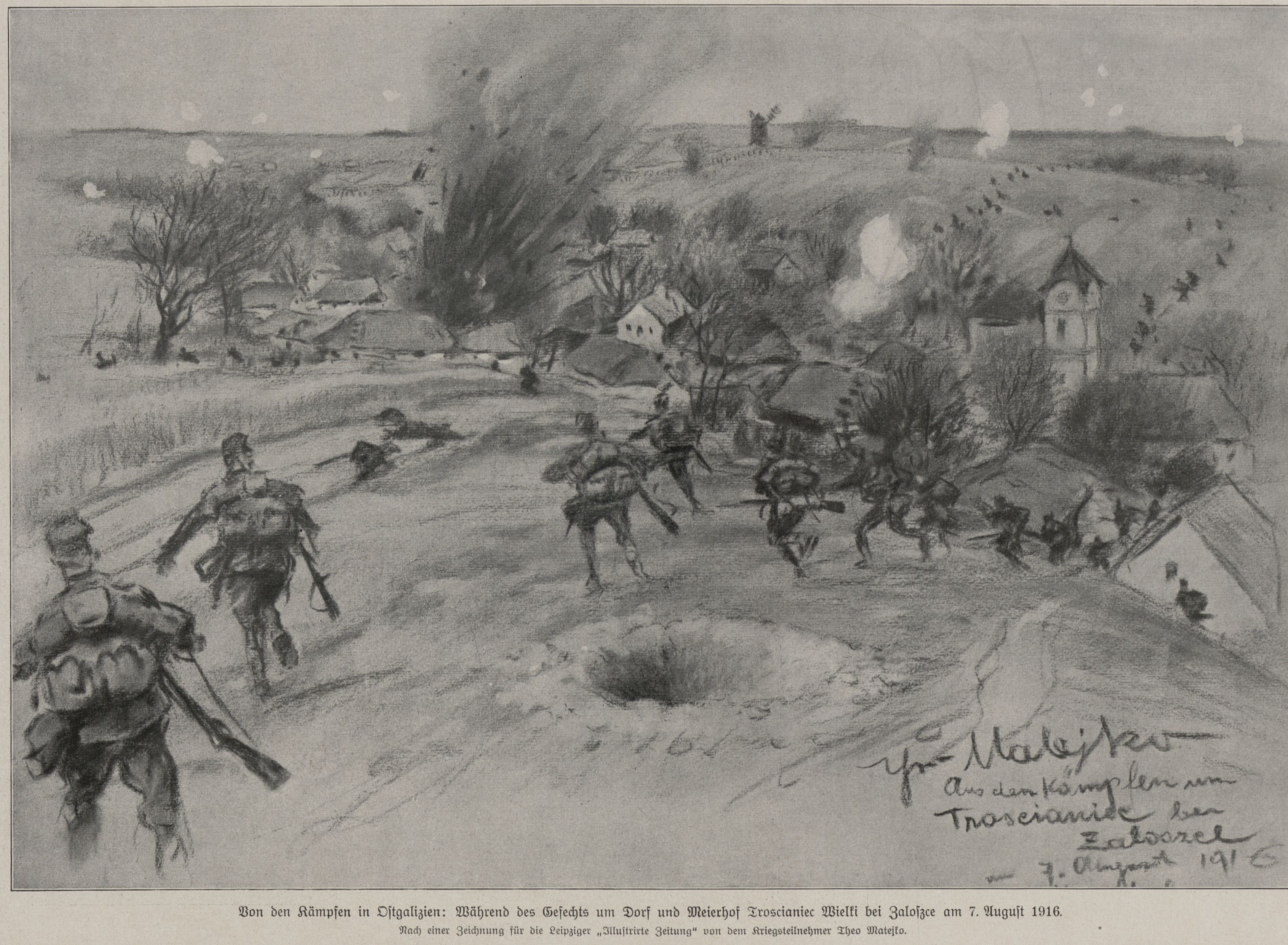
Бій за Тростянець
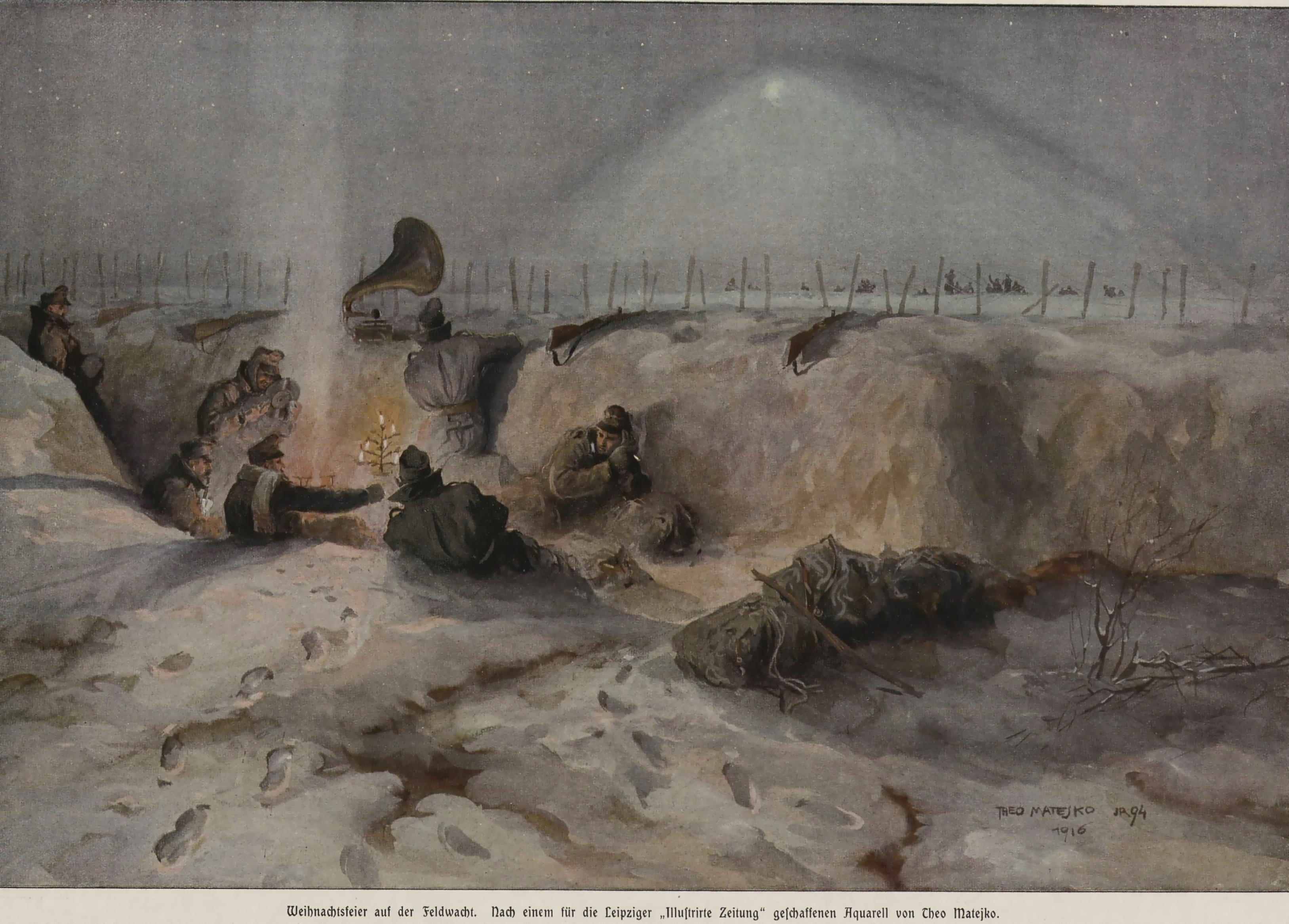
Різдво в окопі, 1916 р.
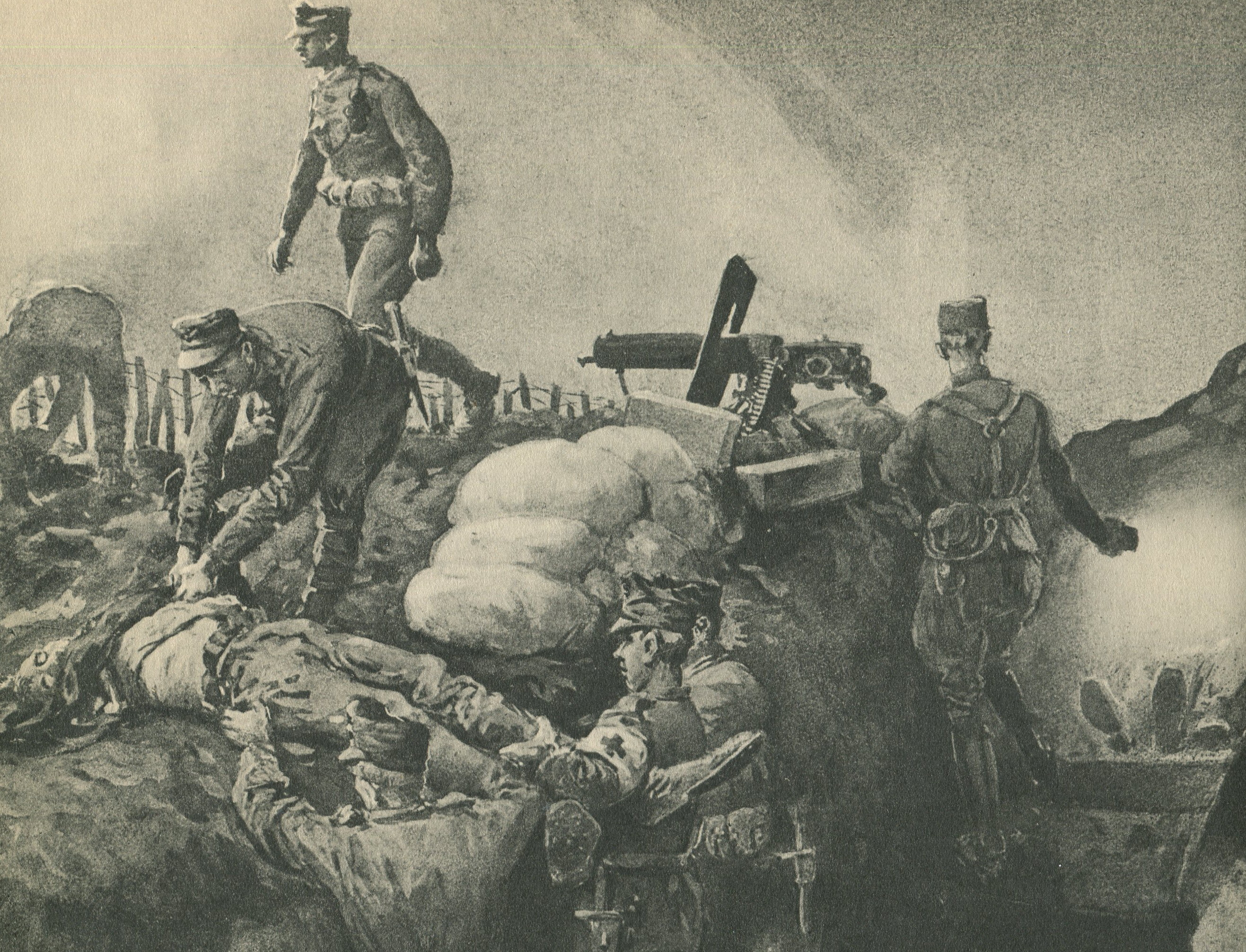
Після бою
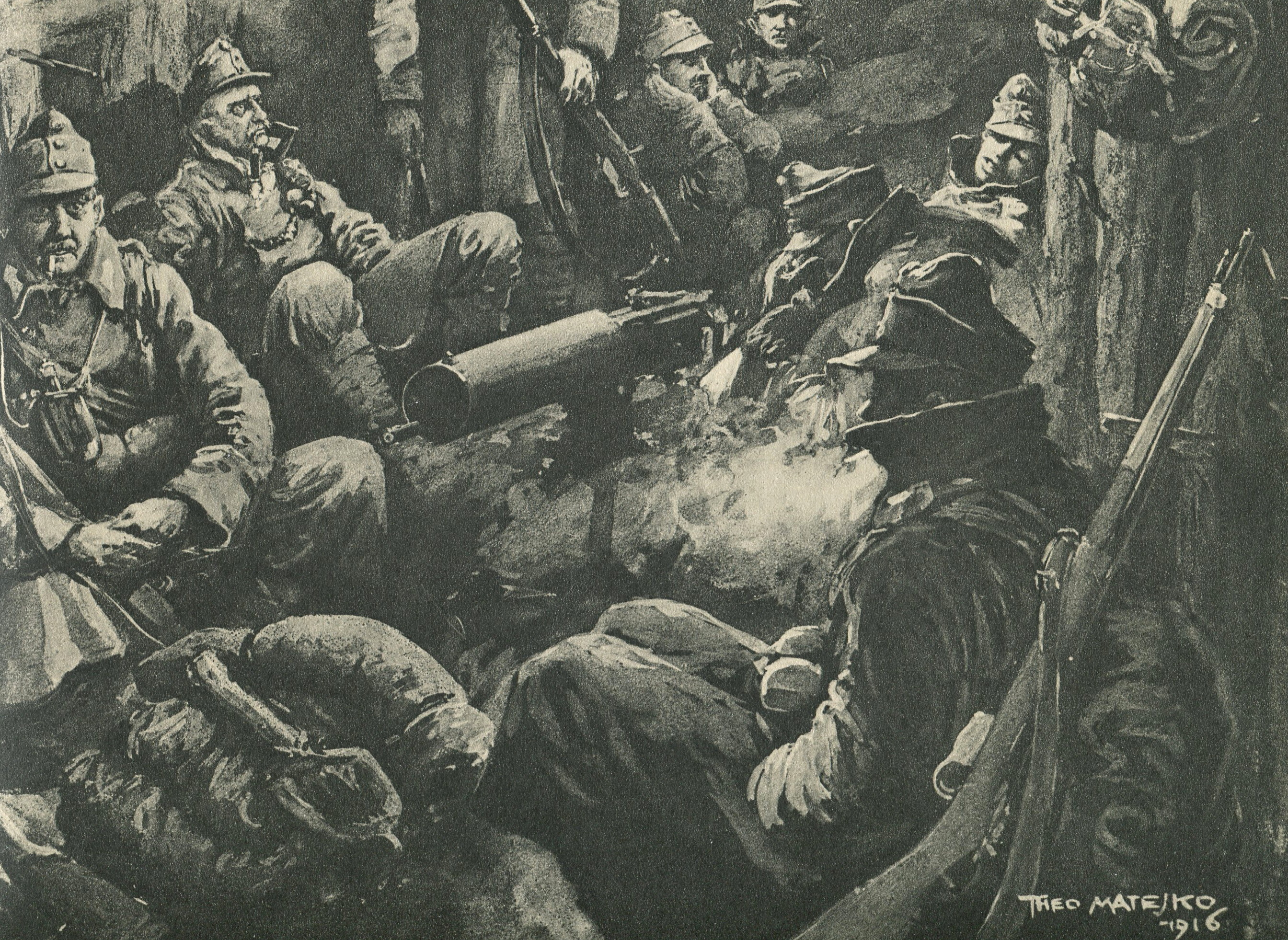
Під час обстрілу
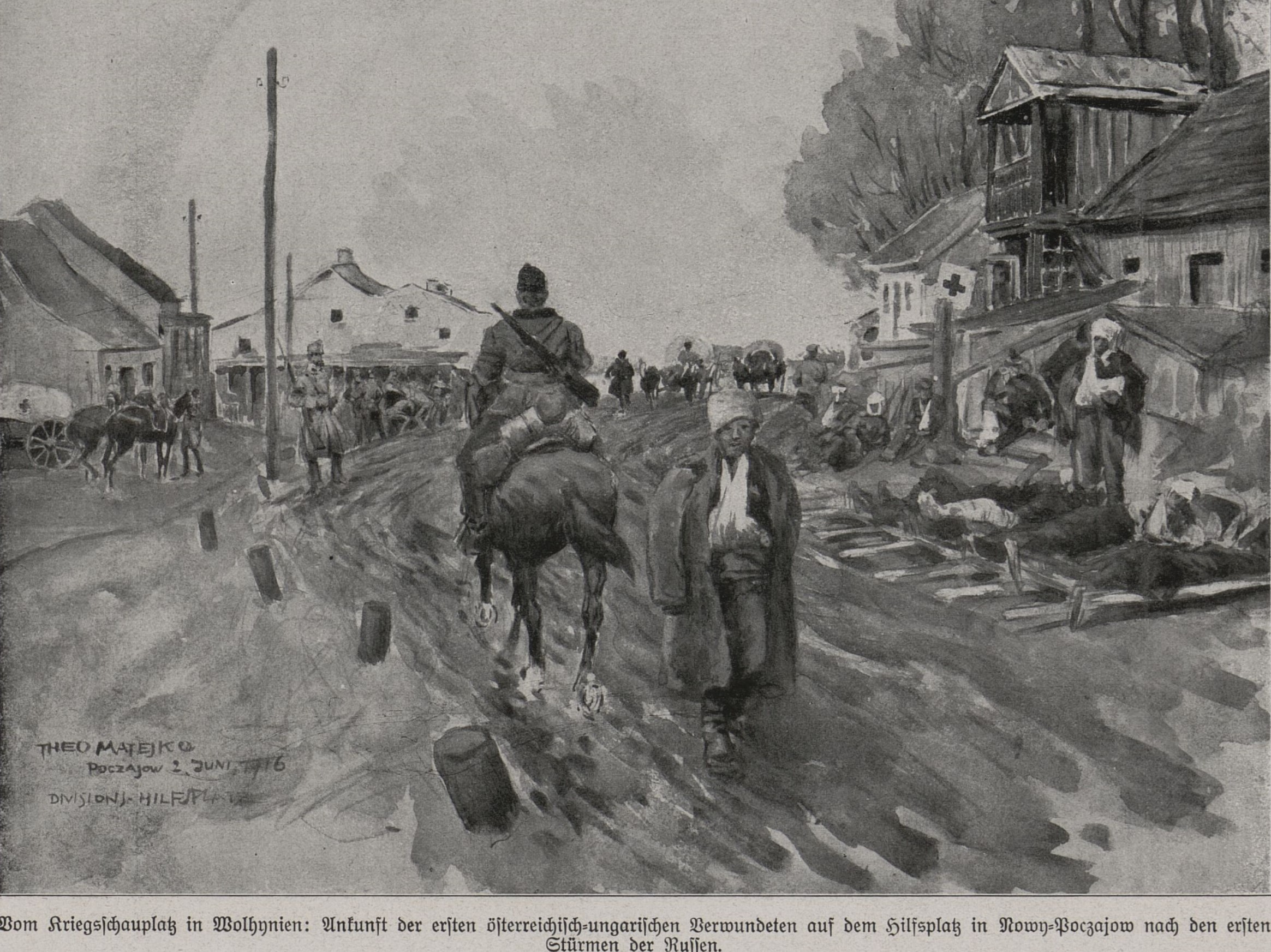
Прибуття поранених, Почаїв, 1916 р.
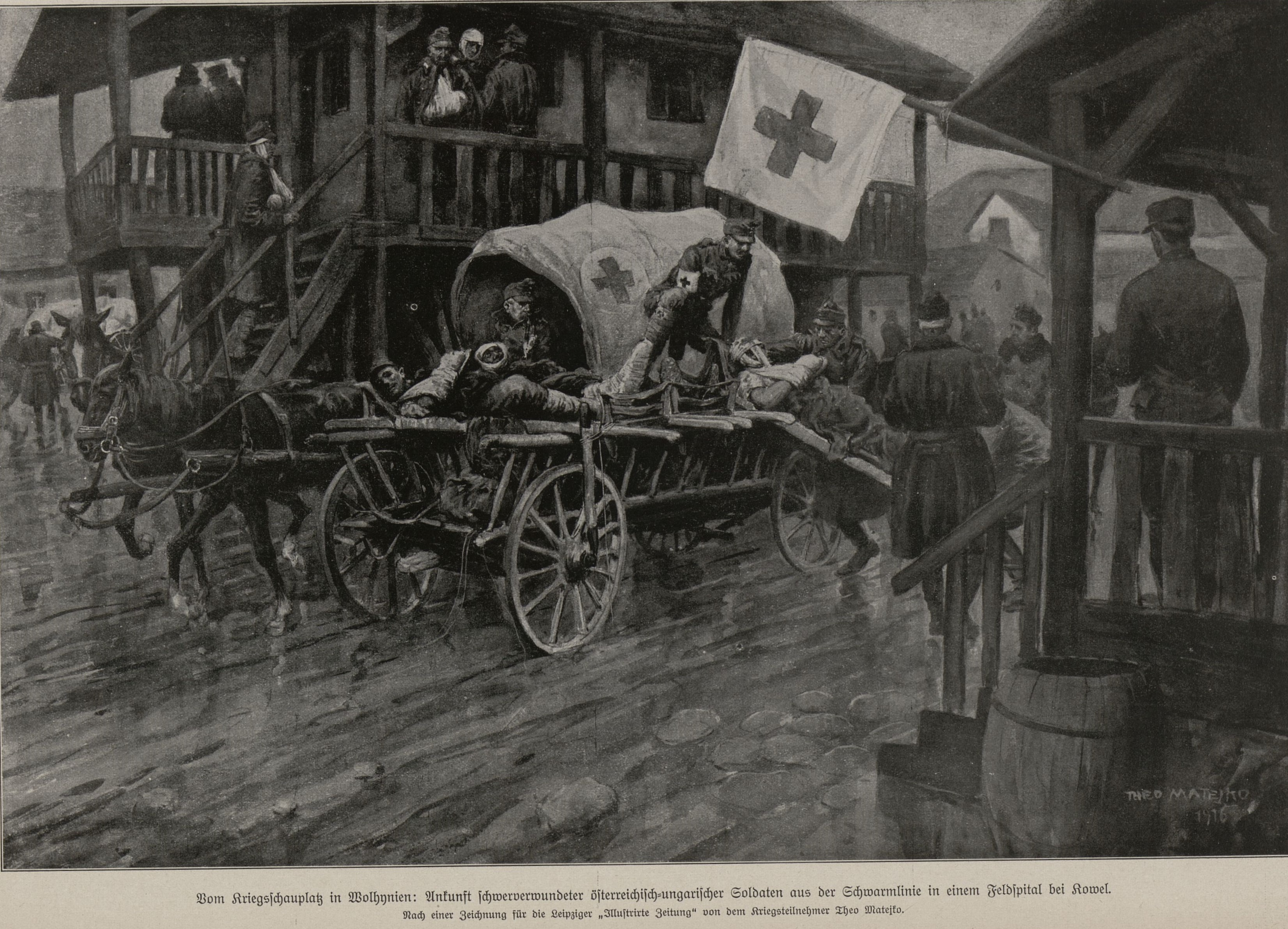
Шпиталь під Ковелем, 1917 р.
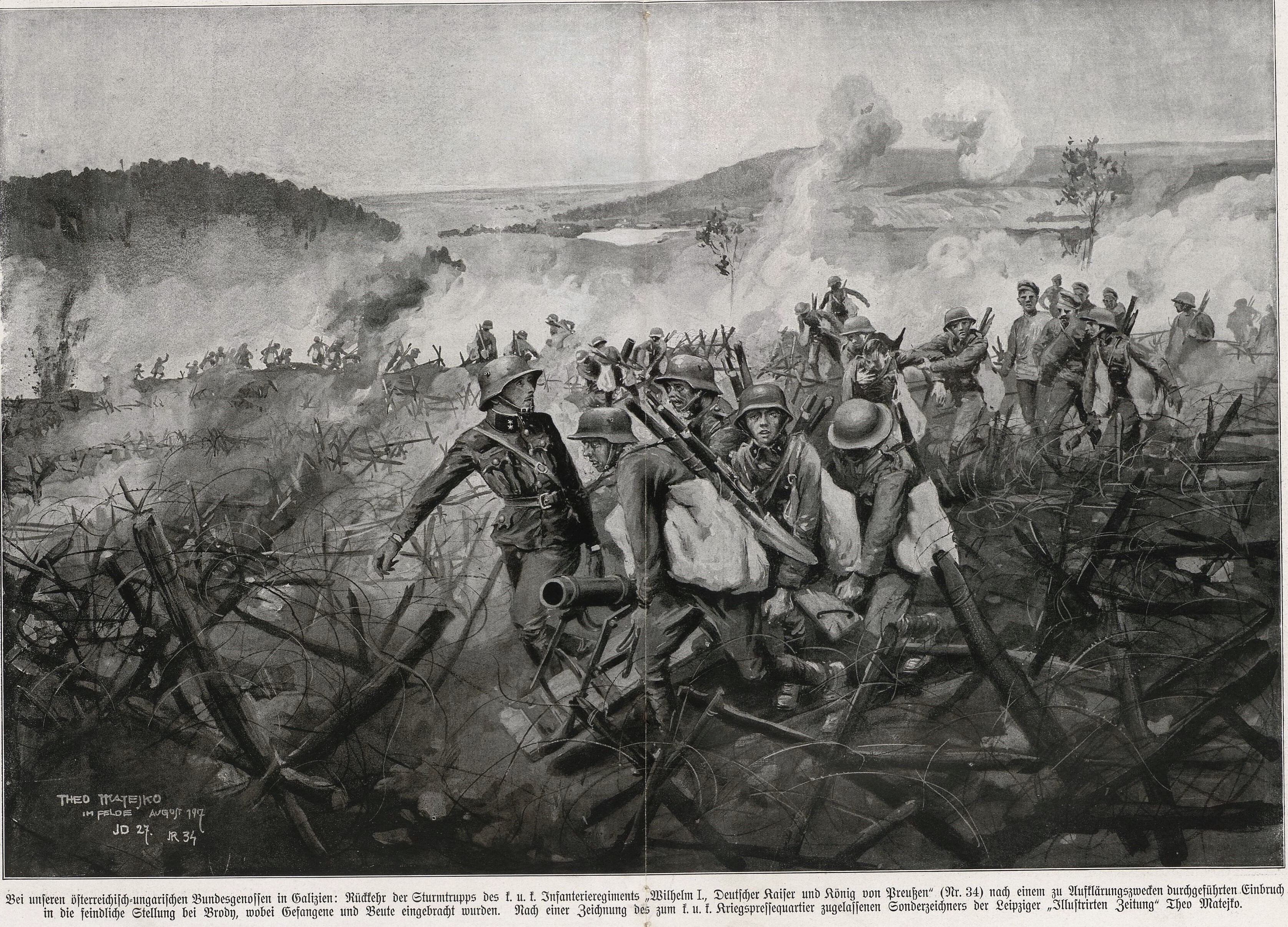
З розвідки боєм, Броди, 1917 р.

## 30—40 роки

Ганс Штук на Auto Union
Автотроща на Mille Miglia
Передбачення бомбардувань Берліну, 1933